# Richard Douma
Richard Douma (né le 17 avril 1993 à Zaandam) est un athlète néerlandais, spécialiste du demi-fond et du steeple.
Il termine 4e du 1 500 m lors des Championnats d'Europe 2016 à Amsterdam.
Ses meilleurs temps sont :
- 1 500 m, 3 min 37 s 81	à Huelva (Estadio Iberoamericano), le 3 juin 2016 ;
- 3 000 m steeple,	9 min 2 s 66	à Brunswick (Basse-Saxe), le 22 juin 2014.